# Back Against the Wall (Billy Sherwood)
Back Against the Wall è un album in studio del musicista statunitense Billy Sherwood, realizzato in collaborazione con numerosi artisti e pubblicato nel 2005.
Si tratta di un album tributo ai Pink Floyd e in particolare all'album The Wall. Tra gli artisti che hanno collaborato con Sherwood per la realizzazione del disco vi sono Adrian Belew, Alan White, Keith Emerson, Gary Green, John Giblin, Ian Anderson, Tony Levin, Steve Morse, Mike Porcaro, Ronnie Montrose, John Wetton, Vinnie Colaiuta, Glenn Hughes e altri.

## Tracce

### Disco 1
1. In the Flesh? - 3:19
2. The Thin Ice - 2:29
3. Another Brick in the Wall Part I - 3:14
4. The Happiest Days of Our Lives - 1:43
5. Another Brick in the Wall Part II - 4:02
6. Mother - 5:58
7. Goodbye Blue Sky - 2:44
8. Empty Spaces - 2:08
9. Young List - 4:18
10. One of My Turns - 3:35
11. Don't Leave Me Now - 4:08
12. Another Brick in the Wall Part III - 1:39
13. Goodbye Cruel World - 1:00

### Disco 2
1. Hey You - 4:43
2. Is There Anybody Out There? - 2:39
3. Nobody Home - 3:11
4. Vera - 1:22
5. Bring the Boys Back Home - 1:04
6. Comfortably Numb - 6:51
7. The Show Must Go On - 1:39
8. In the Flesh - 4:19
9. Run Like Hell - 5:09
10. Waiting for the Worms - 3:59
11. Stop - 0:33
12. The Trial - 5:19
13. Outside the Wall - 1:46